# 蕭贊 (明朝)
蕭贊（15世紀—1484年），字輔成，江西吉安府廬陵縣淡江人，明朝政治人物。

## 生平
蕭贊是景泰七年（1456年）丙子科江西鄉試舉人，授金華知縣，成化三年（1467年）往吏部謁選試名列第一，擢西安同知，遇上邊境饑荒，軍儲空虛，他能多方籌措充實糧儲，又負責督修邊城，得進階朝列大夫，改任池州同知，在任內去世。

## 引用
1. 1 2  民國《廬陵縣志·卷十七·耆獻志》：蕭贊，字輔成，淡江人，景泰丙子鄉舉，成化丁亥謁選吏部試，其文第一，擢陝西西安府同知，時邊警歲飢，軍儲虛竭，贊多方措置餉遂充給，督修邊城，進階朝列大夫、同知池州府事，卒於官。